# Кароль Немчицький
Кароль Немчицький (пол. Karol Niemczycki; 5 липня 1999, Краків, Польща) — польський футболіст, воротар німецького клубу «Фортуна» з Дюссельдорфа.

## Клубна кар'єра
Кароль виступав за юнацькі команди «Гарбарні» та «Краковії». У 2017 році перейшов у молодіжну команду «НАК Бреда».
16 листопада 2017 року Немчицький уклав контракт з голландським клубом до червня 2023. 6 травня 2018 року голкіпер провів дебютну гру в Ередивізії, вийшовши на заміну на 81 хвилині заключного матчу чемпіонату 2017/18 з «Твенте».
Свою наступну зустріч за клуб з Бреди Кароль провів 25 серпня 2018 року, в якій пропустив два м'ячі від «Ексельсіора».

## Виступи за збірні
2019 року у складі молодіжної збірної Польщі поїхав на домашній молодіжний чемпіонат світу. На турнірі був запасним воротарем і на поле не виходив, а команда вилетіла на стадії 1/8 фіналу.

## Титули і досягнення
- Володар Суперкубка Польщі (1):

«Краковія»: 2020